# La Tasajera, Guerrero
La Tasajera är en ort i Mexiko.   Den ligger i kommunen Zirándaro och delstaten Guerrero, i den södra delen av landet, 250 km väster om huvudstaden Mexico City. La Tasajera ligger 213 meter över havet och antalet invånare är 238.
Terrängen runt La Tasajera är kuperad. Runt La Tasajera är det glesbefolkat, med 11 invånare per kvadratkilometer. Närmaste större samhälle är La Quetzería, 4,4 km nordväst om La Tasajera. I omgivningarna runt La Tasajera växer huvudsakligen savannskog.